# Conyza popayanensis
Conyza popayanensis là một loài thực vật có hoa trong họ Cúc. Loài này được (Hieron.) Pruski mô tả khoa học đầu tiên năm 2005.